# Pyrgus communis
Pyrgus communis is een dagvlinder uit de familie Hesperiidae, de dikkopjes. De soort komt voornamelijk voor in Canada en de Verenigde Staten.
De spanwijdte varieert van 19 tot 32 millimeter. 